# Drumcondra
Drumcondra (gaélique : Droim Conrach) est un quartier résidentiel de la partie nord de Dublin
Le stade de Croke Park se situe dans ce quartier.

## Personnalités
- L'imprimeur Daniel Graisberry (vers 1740-1785) est né à Drumcondra.
- Le chef du gouvernement Bertie Ahern est originaire de ce quartier ainsi que l'écrivain Alan Glynn[1].